# 皋月号驱逐舰
皋月号驱逐舰是日本一战后建造的十二艘睦月级驱逐舰中的一艘。由于其超前的设计，20世纪30年代，该级驱逐舰被作为一线驱逐舰使用。但在太平洋战争开始时，睦月级驱逐舰已经过时。

## 舰历
睦月型驱逐舰是旧日本海军在华盛顿海军条约下建造计划的一部分。本型舰是早期的峯风型驱逐舰和神风型驱逐舰的后续型号，因为它们在设计上有许多相似之处。皋月号驱逐舰于1924年12月1日在大阪的藤永田造船所开工建造，于次年3月25日下水并于11月15日完工。该舰最初被命名为27号驱逐舰，直到1928年8月1日才更名为皋月号驱逐舰。

### 第二次世界大战
日军突袭珍珠港时，皋月号隶属于第三舰队第五水雷战队第二十二驱逐队。皋月号从位于澎湖的高雄警备府出发，参加了入侵菲律宾的战役，掩护日军登陆林加延湾和阿帕里。
在1942年2月，皋月号被派往法属印度支那护送运兵船，以进行入侵马来亚，爪哇和荷属东印度的行动。4月10日，皋月号被重新分配到南西方面舰队并且在被占领的荷兰东印度群岛附近从新加坡护送部队。6月9日，皋月号回到佐世保镇守府进行修理并于24日返回舰队。1943年1月20日，皋月号被调派到第八舰队。1943年1月，在护送神川丸水上飞机母舰从佐世保出发经由特鲁克和拉包尔到达肖特兰群岛之后，皋月号整个二月都留在了所罗门群岛以掩护瓜达尔卡纳尔岛的撤退行动，并且护送船队从帕劳群岛到韦瓦克和科隆班加拉岛。
到五月底，皋月号一直在所罗门群岛附近执行“东京快车”输送。5月24日因在布干维尔岛触礁而受损，被迫返回拉包尔修理。6月和7月，皋月号继续向图瑙鲁和科隆班加拉岛进行“东京快车”输送，并参加了库拉湾海战（7月5-6日）和科隆班加拉岛海战（7月12日）但并未受损。然而在7月17日，皋月号在肖特兰因遭到盟军轰炸机的空袭而受损，被迫经拉包尔、特鲁克和横须贺返回吴港进行修理。9月5日，皋月号离开吴港并于16日返回拉包尔，继续进行对科隆班加拉岛、加斯马塔和布卡的“东京快车”输送作战。11月，皋月号短暂地返回日本本土，在12月初又返回拉包尔，在那里执行输送任务直到年底。
1944年1月4日，皋月号在新爱尔兰岛的卡维恩遭到空袭，舰上众多人员伤亡，包括其舰长少佐饭野忠男。在返回日本进行修理的途中，皋月号绕行至塞班岛去援救被鱼雷击沉的云鹰号航空母舰。3月15日，皋月号在佐世保修理完成，并参加了几次从千叶县馆山市经小笠原群岛到帕劳的输送任务。之后皋月号被重新分配到中部太平洋方面舰队。到五月底，皋月号一直在馆山市和塞班岛以及关岛之间执行输送任务。7月，皋月号护送船队从吴港经马尼拉到林加泊地，然后从新加坡开始巡逻。8月20日，皋月号被编入联合舰队。
9月21日，在完成由新加坡经由米里和文莱到马尼拉护送之后。皋月号在马尼拉湾14°35′N 120°45′E / 14.583°N 120.750°E遭到了来自第38特遣舰队的飞机的轰炸并沉没。皋月号受到三枚炸弹的直击，52名船员死亡，15名船员受伤。
皋月号于1944年11月10日除籍。

## 引用
1. ↑  Nelson. Japanese-English Character Dictionary. page 638
2. ↑  Jones, Daniel H. . Ship Modeler's Mailing List (SMML). 2003. （原始内容存档于2008-08-28）.
3. ↑  Howarth, The Fighting Ships of the Rising Sun.
4. 1 2  Nishidah, Hiroshi. . Materials of the Imperial Japanese Navy. 2002  [2019-11-11]. （原始内容存档于2012-07-21）.
5. ↑  Morison. The Rising Sun in the Pacific 1931 - April 1942.
6. ↑  . 朝云新闻社. 1971: 115–119,137–141.
7. ↑  . : 12.
8. ↑  Dull. A Battle History of the Imperial Japanese Navy
9. 1 2  . 朝云新闻社. 1976: 189.
10. ↑  . 朝云新闻社. : 247–248.
11. ↑  . 朝云新闻社. 1976: 289.
12. ↑  . : 15–17.
13. ↑  . 朝云新闻社. 1976: 443.
14. ↑  Satō, Kazumasa, 1932-1991.; 佐藤, 和正, 1932-1991. . 光人社 https://www.worldcat.org/oclc/673780370. 1993. ISBN 4769820097. OCLC 673780370. 缺少或|title=为空 (帮助)
15. ↑  . : 12.
16. ↑  . : 15.
17. ↑  . : 45–46.
18. ↑  Nevitt, Allyn D. . Long Lancers. Combinedfleet.com. 1997  [2019-11-11]. （原始内容存档于2016-04-04）.